# Gian Vittorio Baldi
Gian Vittorio Baldi (Lugo, 30 ottobre 1930 – Faenza, 23 marzo 2015) è stato un regista, produttore cinematografico e sceneggiatore italiano.

## Biografia
Dopo la laurea in Scienze dell'opinione pubblica, con una tesi sul suono nell'opera cinematografica, fa uno stage in Francia dove apprende le tecniche di ripresa cinematografica e montaggio. Nel 1954 inizia a lavorare alla RAI, dove rimane fino al 1958. Durante questo periodo realizza una serie in dieci episodi, con il commento di Silvio Negro, dal titolo Cinquantanni - Storia d'Italia dal 1898 al 1948.
Tra il 1958 e il 1960 vince due premi alla Mostra del cinema di Venezia nel settore dei cortometraggi. Nel 1960 fonda l'Istituto Italiano del Documentario. Nel 1962 esordisce nel lungometraggio e fonda la «IDI Cinematografica». Tra i titoli prodotti, Cronaca di Anna Magdalena Bach (1967), Porcile di Pasolini (1969) e Quattro notti di un sognatore di Robert Bresson (1971).
Nel 1964 è tra i promotori dell'«Association Internazionale des Documentaristes».
Durante la sua lunga carriera, ha realizzato una trentina di film e circa 200 tra cortometraggi e documentari.
Chiamato da Adelio Ferrero, ha collaborato dal 1977 al 1980 al DAMS dell'Università di Bologna, dove ha insegnato filmologia. In quell'ambito ha scritto il saggio Il linguaggio espressivo del suono e il commento musicale nell'opera cinematografica (Valgimigli, 1978).
Trascorre gli ultimi anni a Faenza, dove fonda nel 1999 Hypermedia, un istituto di ricerca e formazione sul linguaggio visivo. È stato presidente di Hypermedia fino alla morte.
Nel 2007 Baldi ha donato a Lugo, suo paese natale, un fondo composto da quasi 4.000 libri, contenente anche diversi audiovisivi.
Sposato con l'attrice franco-russa Macha Méril, che ha adottato il figlio Gianguido Baldi (diventato attore professionista), da lui avuto durante una relazione precedente, oltre al figlio Gian Luca avuto dal matrimonio precedente con Mara Bruno.

## Premi e riconoscimenti
- 1958: Premio speciale della Giuria alla Mostra di Venezia (Il pianto delle zitelle, cortometraggio);
- 1960: Leone d'oro per il miglior cortometraggio alla Mostra del cinema Venezia (La casa delle vedove).

## Pubblicazioni
In una collana a lui intitolata presso la Cooperativa Nuovi Quaderni di San Gimignano, ha pubblicato Il cinema di Gian Vittorio Baldi: macchina da presa di coscienza (introduzione, interviste, commenti) e le sceneggiature di La casa delle vedove (1980), Luciano (1980), Fuoco! (1979), La notte dei fiori (1979), Anni duri (1980) e L'ultimo giorno di scuola prima delle vacanze di Natale (1979), ognuno con una nota di Pietro M. Toesca.
Nel 1995 ha raccolto nove racconti nel libro Varianze (Bologna: Mobydick). E nel 2002 il libro sul suo film ambientato a Sarajevo: Nevrijeme-il temporale: il progetto, l'errore, la ricerca.

## Filmografia

### Regista

#### Cortometraggi
- Rimorchiatore Vesuvio (1949)
- Mare d'inverno (1952)
- Eremiti a Camaldoli (1955)
- Automi e macchine (1957)
- La notte di San Giovanni (1958)
- Il pianto delle zitelle (1958)
- I figli degli antenati - film TV (1959)
- La vigilia di mezza estate (1959)
- Ritratto di Pina (1960)
- Luciano - Via dei Cappellari (1960)
- La casa delle vedove (1960)
- Il bar di Gigi (1961)
- Corredo da sposa (1961)
- Magomax (2002)

#### Lungometraggi
- Cinquant'anni 1898-1948. Episodi di vita italiana tra cronaca e storia - documentario TV di montaggio in 10 parti (1958)
- Via dei Cessati Spiriti (1959)
- La prova d'amore, episodio di Le italiane e l'amore (1961)
- Luciano, una vita bruciata (1962)
- Don Minzoni - film TV (1963)
- La casalinga - film TV (1963)
- Le adolescenti (1964)
- Fuoco! (1968)
- La notte dei fiori (1971)
- L'ultimo giorno di scuola prima delle vacanze di Natale (1975)
- Anni duri - documentario TV (1977)
- La terza età (1980)
- Mi richordo anchora - documentario sul pittore Piero Ghizzardi (1980)
- Anni Luce - serie documentaria TV in 4 parti (1987)
- ZEN - Zona Espansione Nord (1988)
- Testimonianze sulla Resistenza (1997)
- Il temporale - Nevrijeme (1999)
- Il cielo sopra di me (2009)[3]

### Produzione
- Trio (1967) di Gianfranco Mingozzi
- Diario di una schizofrenica (1968) di Nelo Risi
- Cronaca di Anna Magdalena Bach (1968) di Danièle Huillet e Jean-Marie Straub
- Baltagul (1969) di Mircea Muresan
- Vento dell'est (1969) di Jean-Luc Godard
- Porcile (1969) di Pier Paolo Pasolini
- Appunti per un'Orestiade africana (1970) di Pier Paolo Pasolini
- L'amore coniugale (1970) di Dacia Maraini
- Quattro notti di un sognatore (1971) di Robert Bresson
- A proposito dell'Angola (1971) di Stefano De Stefani
- Un'emozione in più (1979) di Francesco Longo
- La guérilléra (1982) di Pierre Kast